# 格拉农
格拉农（法語：Glanon，法語發音：[ɡlanɔ̃]）是法国科多尔省的一个市镇，位于该省东南部，属于博讷区。

## 地理
格拉农（47°2'24"N, 5°6'23"E）面积3.65 平方千米，位于法国勃艮第-弗朗什-孔泰大區科多尔省，该省份为法国中东部省份，北起奥布省，西接涅夫勒省和约讷省，南至索恩-卢瓦尔省，东南接汝拉省，东临上索恩省，东北部与上马恩省接壤。
与格拉农接壤的市镇（或旧市镇、城区）包括：索恩河畔欧维拉尔、索恩河畔普伊、瑟尔、巴尼奥、拉布吕耶尔、勒沙特莱。

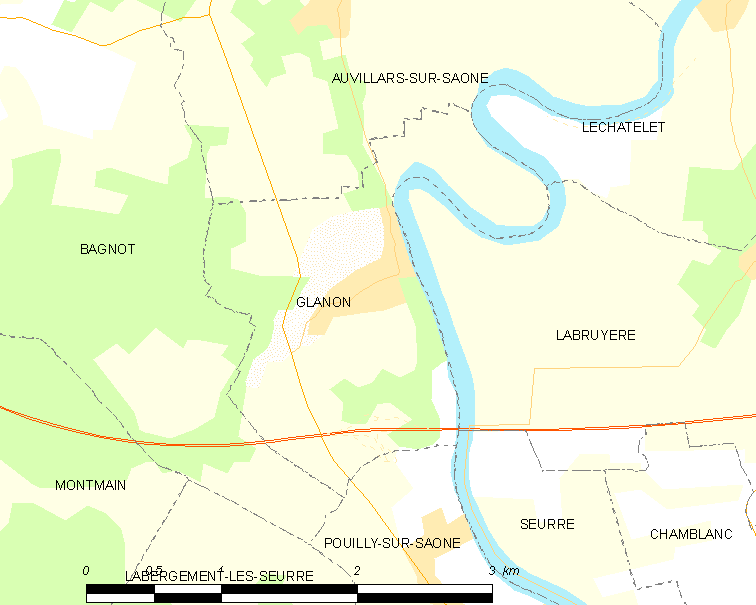
格拉农的OSM定位图

格拉农的时区为UTC+01:00、UTC+02:00（夏令时）。

## 行政
格拉农的邮政编码为21250，INSEE市镇编码为21301。

## 政治
格拉农所属的省级选区为布拉泽昂普莱讷县。

## 人口

1962-2008年间格拉农人口变化图示

格拉农于2022年1月1日时的人口数量为275人。